# Limonia flavescens
Limonia flavescens är en tvåvingeart som först beskrevs av Pierre Justin Marie Macquart 1834.
Limonia flavescens ingår i släktet Limonia och familjen småharkrankar. Inga underarter finns listade i Catalogue of Life.